# Herman Merivale
Herman Merivale, född den 8 november 1806, död den 8 februari 1874, var en engelsk ämbetsman och författare, son till John Herman Merivale, bror till Charles Merivale, far till Herman Charles Merivale.
Merivale var 1837–42 professor i politisk ekonomi vid Oxfords universitet, 1848–59 permanent understatssekreterare för kolonierna och från 1859 innehavare av samma post i ministeriet för Indien. Merivale väckte 1841 uppseende genom sin föreläsningsserie Lectures on Colonization and Colonies, utgav 1865 Historical Studies och fulländade 1872 sir Herbert Benjamin Edwardes biografi över sir Henry Lawrence.